# Anisodes mionectes
Anisodes mionectes là một loài bướm đêm trong họ Geometridae.